# Ikigai
Ikigai (生き甲斐,) este un termen japonez pentru „un motiv pentru a fi”. Cuvântul Ikigai, de obicei, se referă la sursa valorii în viața cuiva sau lucrurile care fac viața să merite. Cuvântul se traduce aproximativ prin "lucru pentru care trăiești" dar el are, de asemenea, nuanța „motivul pentru care te trezești dimineața” similar unui scop zilnic. Ikigai-ul fiecărui individ este personal și specific pentru viața lui, pentru valorile și credințele lui. Reflectă sinele unei persoane și exprimă acest lucru cu fidelitate, în timp ce, crează simultan o stare mentală în care individul se simte în largul său. Activitățile care permit unei persoane să simtă ikigai-ul nu sunt niciodată forțate; ele sunt adesea spontane, și întotdeauna asumate de bună voie, oferindu-i individului o satisfacție și un sentiment de sens a vieții.

## Privire de ansamblu
Termenul ikigai conține două cuvinte Japoneze: iki (wikt:生き?) (wikt:生き) care înseamnă „viață; în viață” și kai (甲斐) cu sensul „(un) efect; (un) rezultat; (un) folos; (o) valoare a; (o) utilizare; (un) beneficiu; (fără, cu puțin) folos” (secvențial exprimat ca gai), pentru a ajunge la „un motiv pentru a trăi [a fi în viață]; un sens de [pentru] viață; ce [ceva care] face viața să merite să fie trăită; un motiv de a fi”.
În cultura din Okinawa, ikigai este considerat ca „un motiv pentru a te trezi dimineața”; acesta fiind un motiv pentru a se bucura de viață. Într-un discurs TED, Dan Buettner a sugerat ikigai ca fiind unul dintre motivele pentru care oamenii din acea zonă trăiesc atât de mult.
Cuvântul ikigai, este de obicei folosit pentru a indica sursa valorii în viața cuiva sau lucrurile care fac viața să merite. În al doilea rând, cuvântul este folosit pentru a se referi la circumstanțele mentale și spirituale sub care indivizii simt că viețile lor sunt valoroase. Nu e legată de statutul financiar. Chiar dacă o persoană simte că prezentul este sumbru, dar are un scop în minte, ar putea să simtă ikigai. Comportamentele care fac o persoană să simtă ikigai nu sunt acțiuni pe care cineva este obligat să le facă - acestea sunt acțiuni naturale și spontane.
În articolul numit Ikigai — jibun no kanosei, kaikasaseru katei (?) („Ikigai: procesul de a permite posibilităților sinelui să înflorească”) Kobayashi Tsukasa spune că „oamenii pot simți ikigaiul real numai atunci când, pe baza maturității personale, satisfacția diverselor dorințe, iubiri și fericiri, întâlniri cu alții, și un sentiment de valoare a vieții, trec spre auto-realizare.”